# Янош Сас
Янош Сас (угор. Szász János; нар. 14 березня 1958, Будапешт) — угорський режисер театру і кіно.

## Біографія
У 1976—1980 роках працював у Національному театрі, потім закінчив Академію театру і кіно в Будапешті як драматург і як режисер. Ставить на угорських і зарубіжних сценах, працює в ігровому і документальному кіно, на телебаченні (в тому числі, в передачах для дітей). Викладає в Академії тетра і кіно в Будапешті, в 2001-2003 викладав театральне мистецтво в Гарварді.

## Творчість
У театрі Сас поставив «Короля-оленя» Гоцці, «Ромео і Джульєтту» Шекспіра, «Привидів» Ібсена, «Матусю Кураж» та «Кавказьке крейдяне коло» Брехта, «Дядю Ваню» Чехова, «Трамвай» Бажання "" Теннессі Вільямса, «Майстра і Маргариту» Булгакова.
Серед фільмів Саса найбільш відомі:
- «Войцек» (1994, за однойменною драмою Бюхнера), премія Європейської кіноакадемії «Фелікс», премії на фестивалях в Страсбурзі, Бергамо, Сан-Дієго, Вальядолід, Сочі, Торуні;
- «Хлопчики Вітман» (1997, за новелою Ґези Чата), премія в Каннах «За особливий погляд», премія ФІПРЕССІ, премії на фестивалях в Будапешті, Генті, Брюсселі, Чикаго, Тромсе;
- «Очі Голокосту» (2000, документальний, одна з серій в колективному міжнародному проекті під керівництвом Стівена Спілберга);
- «Опіум» (2007, за щоденниками Ґези Чата), премія на Тижні угорського кіно в Будапешті, премія «Фантаспорто» найкращому режисерові;
- «Товстий зошит» (2013, за однойменним романом Аготи Крістоф, Кришталевий глобус МКФ в Карлових Варах.

## Визнання
- Член Європейської кіноакадемії, член гільдії кінорежисерів США.